# Andreas Guenther
Andreas Guenther (ur. 18 września 1973 w Grazu) – austriacki aktor telewizyjny, teatralny i filmowy, także producent.

## Życiorys

### Wczesne lata
Urodził się w Grazu w Styrii. W wieku trzech lat przyjechał z rodzicami nad Jezioro Bodeńskie. Dzieciństwo spędził w Konstancji. Uczęszczał do szkoły waldorfskiej w Ueberlingen. Po ukończeniu studiów w 1995 roku przeniósł się do Monachium, gdzie dorabiał jako barman i pracował w fabryce paczek, zanim zaczął pracę jako kierowca w różnych produkcjach filmowych.

### Kariera
Podjął pracę jako asystent produkcyjny dla firmy produkującej filmy. Debiutował w komedii telewizyjnej Sat.1 Charley’s Tante (1996) wg sztuki Brandona Thomasa jako Page. W latach 1997–2000 brał prywatne lekcje aktorskie i uczestniczył w kilku warsztatach. Wkrótce wystąpił w dwóch filmach krótkometrażowych: Zwischen den Wegen (1998) i Martin – Das erste Mal (1998).
Stefan Ruzowitzky zaangażował go w swoich dwóch filmach: dreszczowcu Anatomia (2000) z Franką Potente i Benno Fürmannem i sensacyjnej komedii wojennej Agenci w spódnicach (All the Queen’s Men, 2001) jako żołnierz z Eddie Izzardem, Mattem LeBlanc i Udo Kierem. Znalazł się także w obsadzie dramatu Sztorm na Bałtyku (Baltic Storm, 2003) jako Rock Weber obok Grety Scacchi, Jürgena Prochnowa, Thure Riefensteinem i Donalda Sutherlanda, komedii romantycznej Tila Schweigera Miłość z przedszkola 2  (Zweiohrküken, 2009) jako Typ – Marie z Tomem Beckiem i Kenem Dukenem oraz komedii ZDF Przedpokój do piekła (Vorzimmer zur Hölle – Streng geheim!, 2010) jako Jens Hellmann z Andreasem Pietschmannem.
Grał też w serialach: Einsatz in Hamburg (2000), Tatort (2002), Kobra – oddział specjalny (2005), Danni Lowinski (2012) i Mój kumpel duch (2014). W 2008 roku przyjął główną rolę Antona Pöschela w serialu ARD Telefon 110.
W telewizyjnym filmie historycznym RTL Götz von Berlichingen (2014) zagrał postać Lerse, prawą ręką i najbliższego sojusznika tytułowego bohatera (Henning Baum).

## Filmografia

### Filmy fabularne
- 1998: Martin – Das erste Mal (film krótkometrażowy) jako Martin
- 2000: Anatomia jako Franz
- 2001: Ostateczne rozwiązanie jako kapral
- 2003: Sztorm na Bałtyku jako Rock Weber
- 2003: Alltag (TV) jako Utz

### Seriale TV
- 2002: Tatort (Miejsce zbrodni) jako Siggi Zander
- 2002: Z boską pomocą
- 2005: Kobra – oddział specjalny jako Marcel Winter
- 2008: Doktor z alpejskiej wioski jako Udo
- 2008: Tatort (Miejsce zbrodni) jako Hans Kollorz
- 2008-2018: Telefon 110 jako Anton Pöschel
- 2009: Das Duo jako Kai-Uwe Plöger
- 2010: Kobra – oddział specjalny jako Bob Senser
- 2010: Lasko – Die Faust Gottes jako Hilmar
- 2010: Der Kriminalist jako Fritz Krömer (młody)
- 2013: Kobra – oddział specjalny jako Mark Heitmüller
- 2012: Danni Lowinski jako Josh
- 2013: Ostatni gliniarz jako Rolf Potowiak
- 2014: Tatort (Miejsce zbrodni) jako Heiner Piwek
- 2015: Doktor z alpejskiej wioski jako Tobias
- 2016: Kobra – oddział specjalny jako Mike Eckert
- 2016: Familie! jako Jörn Dombrowski
- 2016: Tatort (Miejsce zbrodni) jako Maik Pschorrek